# Dynamitnatten
Dynamitnatten er en amerikansk stumfilm fra 1922 af Edward Sedgwick.

## Medvirkende
- Frank Mayo som Bruce Henderson
- Helen Ferguson som Lucille Danby
- Melbourne MacDowell som John Danby
- Charles Clary som Richard Mower
- Albert MacQuarrie som Jones
- Tom Kennedy som Ben